# Richie Sagrado
Richie Sagrado, né le 30 janvier 2004 à Liège en Belgique, est un footballeur belge qui joue au poste de défenseur ou de milieu de terrain au Venezia FC.

## Biographie

### En club
Né en Belgique, Richie Sagrado est notamment formé par le RFC Seraing et le KRC Genk avant de rejoindre en 2021 l'Oud-Heverlee Louvain, où il poursuit sa formation. Il signe son premier contrat professionnel le 15 juin 2022,. 
Il joue son premier match en professionnel le 10 mars 2023, lors d'une rencontre de championnat face au Sporting de Charleroi. Il entre en jeu et son équipe s'impose par un but à zéro,.
Sagrado inscrit son premier but en professionnel le 5 août 2023, lors d'une rencontre de championnat face au RWD Molenbeek. Titularisé ce jour-là, il ouvre le score, mais son équipe est battue par deux buts à un,. Il se révèle lors de la saison 2023-2024, malgré une saison difficile de son équipe, qui lutte pour son maintien, mais le latéral droit est l'une des satisfactions du Oud-Heverlee Louvain,.
Le 3 août 2024, Richie Sagrado rejoint le Venezia FC, club venant d'être promu en première division italienne. Il signe un contrat de quatre ans, soit jusqu'en juin 2028, avec une année supplémentaire en option.

### En sélections nationales
Richie Sagrado joue un total de neuf matchs avec l'équipe de Belgique des moins de 18 ans entre 2021 et 2022. Il est titularisé sur sept d'entre eux.
En novembre 2024, Richie Sagrado est convoqué avec l'équipe de Belgique espoirs par le sélectionneur Gill Swerts. Il joue son premier match lors de ce rassemblement, le 19 novembre 2024 contre la Tchéquie. Il entre en jeu et les deux équipes se neutralisent (1-1 score final).

## Statistiques

### En club
| Saison                | Club                  | Championnat           | Championnat | Championnat | Championnat | Coupe(s) nationale(s) | Coupe(s) nationale(s) | Coupe(s) nationale(s) | Compétition(s) continentale(s) | Compétition(s) continentale(s) | Compétition(s) continentale(s) | Compétition(s) continentale(s) | Autres compétitions | Autres compétitions | Autres compétitions | Autres compétitions | Total | Total | Total |
| Saison                | Club                  | Division              | M.          | B.          | P.d.        | M.                    | B.                    | P.d.                  | Comp.                          | M.                             | B.                             | P.d.                           | Comp.               | M.                  | B.                  | P.d.                | M.    | B.    | P.d.  |
| 2022-2023             | OH Louvain U23        | Nationale 1           | 20          | 0           | 0           | -                     | -                     | -                     | -                              | -                              | -                              | -                              | -                   | -                   | -                   | -                   | 20    | 0     | 0     |
| 2022-2023             | OH Louvain            | Division 1A           | 3           | 0           | 0           | -                     | -                     | -                     | -                              | -                              | -                              | -                              | -                   | -                   | -                   | -                   | 3     | 0     | 0     |
| 2023-2024             | OH Louvain            | Division 1A           | 24          | 2           | 1           | 2                     | 0                     | 0                     | -                              | -                              | -                              | -                              | PO2                 | 7                   | 0                   | 0                   | 33    | 2     | 1     |
| Sous-total            | Sous-total            | Sous-total            | 27          | 2           | 1           | 2                     | 0                     | 0                     | -                              | -                              | -                              | -                              | -                   | 7                   | 0                   | 0                   | 36    | 2     | 1     |
| 2024-2025             | Venise FC             | Serie A               | 3           | 0           | 0           | 1                     | 0                     | 0                     | -                              | -                              | -                              | -                              | -                   | -                   | -                   | -                   | 4     | 0     | 0     |
| 2025-2026             | Venise FC             | Serie A               | -           | -           | -           | 1                     | 0                     | 0                     | -                              | -                              | -                              | -                              | -                   | -                   | -                   | -                   | 1     | 0     | 0     |
| Sous-total            | Sous-total            | Sous-total            | 3           | 0           | 0           | 1                     | 0                     | 0                     | -                              | -                              | -                              | -                              | -                   | -                   | -                   | -                   | 4     | 0     | 0     |
| Total sur la carrière | Total sur la carrière | Total sur la carrière | 50          | 2           | 1           | 4                     | 0                     | 0                     | -                              | -                              | -                              | -                              | -                   | 7                   | 0                   | 0                   | 61    | 2     | 1     |